# Robert Kyagulanyi Ssentamu
Robert Kyagulanyi Ssentamu (12 februari 1982), beter bekend onder zijn artiestennaam Bobi Wine, is een Oegandees politicus, zanger, acteur, en zakenman. Hij zetelt (2020) in het Oegandees parlement voor Kyadondo County East in Wakiso District, in Oeganda. Hij leidt ook de People Power, Our Power-beweging die oppositie voert tegen president Yoweri Museveni. In juni 2019 kondigde hij zijn kandidatuur aan voor de Oegandese presidentsverkiezingen in 2021.
Op 3 november 2020 werd Kyagulanyi gearresteerd vlak nadat hij toegelaten was voor deze presidentsverkiezingen.

## Discografie
Discografie volgens Spotify.
Albums
- 2015: Bobi Wange
- 2015: Hosanah
- 2015: Kansubize
- 2015: Ontabira
- 2015: Sweet
- 2018: Kyarenga

Singles en ep's
- 2015: "Ayagala Mulaasi"
- 2017: "Freedom"
- 2018: "Kyarenga"
- 2019: "Tuliyambala Engule"
- 2020: " Corona Virus Alert"[5]

## Filmografie
- 2008: Divisionz
- 2010: Yogera
- 2015: Situka